# 파라마운트 코리아
파라마운트 코리아(영어: Paramount Korea)는 대한민국에 건설될 예정인 테마파크이다. 인천광역시 중구 영종도 일대에 만들어질 인스파이어 복합리조트 내에 들어설 예정이다.

## 역사
본래 파라마운트 코리아는 파라마운트 무비파크 코리아(Paramount Movie Park Korea)라는 이름으로 인천광역시 연수구 옥련동 일대에 조성될 예정으로 2008년 11월 도시계획시설 시시계획인가를 고시했었다. 2009년 말에 공사가 시작되었으나 2010년 대우자판이 워크아웃되고 파라마운트는 계약을 해지하였다.
2018년 12월 6일, 인스파이어와 파라마운트 픽처스는 영종도 부지에 복합리조트 개발을 위한 협력 약정을 맺었다. 기존 계획은 2021년 상반기 착공 및 2025년 개정 예정이었으나 코로나19 범유행으로 인스파이어 복합리조트 계획 전체가 지연되고 있으며, 파라마운트 테마파크의 착공 시기와 규모도 재검토하고 있다.